# يحيى عسيري
يحيى العسيري هو معارض سياسي و ناشط حقوقي سعودي يُقيم في المملكة المتحدة.

## حياته و نشأته و أسرته
ولد يحيى في عام 1980. ينتمي لقبيله عسير –كما يدل على ذلك نسبهُ–. بعدَ تخرجه من الثانوية العامة التحق بسلاح الجو الملكي السعودي و أصبح ضابطًا فيه. تزوّج يحيى عام 2005 ولديه طفلان.

## النشاط السياسي
بدأ نشاطه السياسي و الحقوقي في 2006 عندما بدأ يتردد على ندوات ومؤتمرات ينظمها الناشط الإصلاحي السعودي سعود مختار الهاشمي في منزله بمدينة جدة وكان يحضر تلك الندوات والمؤتمرات عددٌ من الشخصيات العربية المعروفة مثل راشد الغنوشي وخالد مشعل إلا أنه توقف عن الحضور في 2007 بسبب اعتقال سعود مختار الهاشمي ثم تحول نشاطه إلى شبكة الإنترنت عن طريق المدونات والمنتديات ومواقع التواصل الاجتماعي. كان يكتب في البداية باسمٍ مستعار بسبب حساسية موقعه كضابط في القوات الجوية الملكية السعودية حيثُ كانَ يستخدم لقب أبو فارس في كتاباته.

## ذهابه لبريطانيا
ذهب لبريطانيا لأول مرة عام 2009 في مهمة عمل مع سلاح الجو السعودي و هناك شارك في مظاهرة تضامنا مع قطاع غزة أثناء الحرب على غزة 2009 ، إنتهت مهمة العمل في يونيو 2010 إنتهت مهمة العمل و طالب بتمديدها من أجل الدراسة الا أن طلبه قوبل بالرفض من القوات الجوية السعودية .

## العودة إلى السعودية
عاد للسعودية و بعد سنتين من عودته في 2012 قدم استقالته من عمله في القوات الجوية الملكية السعودية و أصبح نشاطه الحقوقي و السياسي علني بإسمه الحقيقي و صورته الشخصية .

## اللجوء في بريطانيا
في يناير 2013 ذهب إلى بريطانيا لدراسة الماجستير في مجال حقوق الإنسان من جامعة كينغستون في لندن و في أبريل 2014 قدم طلب اللجوء السياسي إلى السلطات البريطانية .

## منظمة القسط لحقوق الإنسان
خلال وجوده في لندن؛ حاولَ يحيى أن ينضم إلى إحدى الجماعات السعودية المعارضة المقيمة في بريطانيا لكنهُ فضّل بعد ذلك العمل بشكلٍ مستقل فأسس منظمة القسط لحقوق الإنسان ويصف نفسه في لقاء صحفي بأنه لا ينتمي لأي أيديولوجية مُعينة وبأنه فقط يدعم الديمقراطية وحقوق الإنسان خاصّة أن هذه القيم لا تتعارض مع تعاليم الإسلام.